# Jadidismo

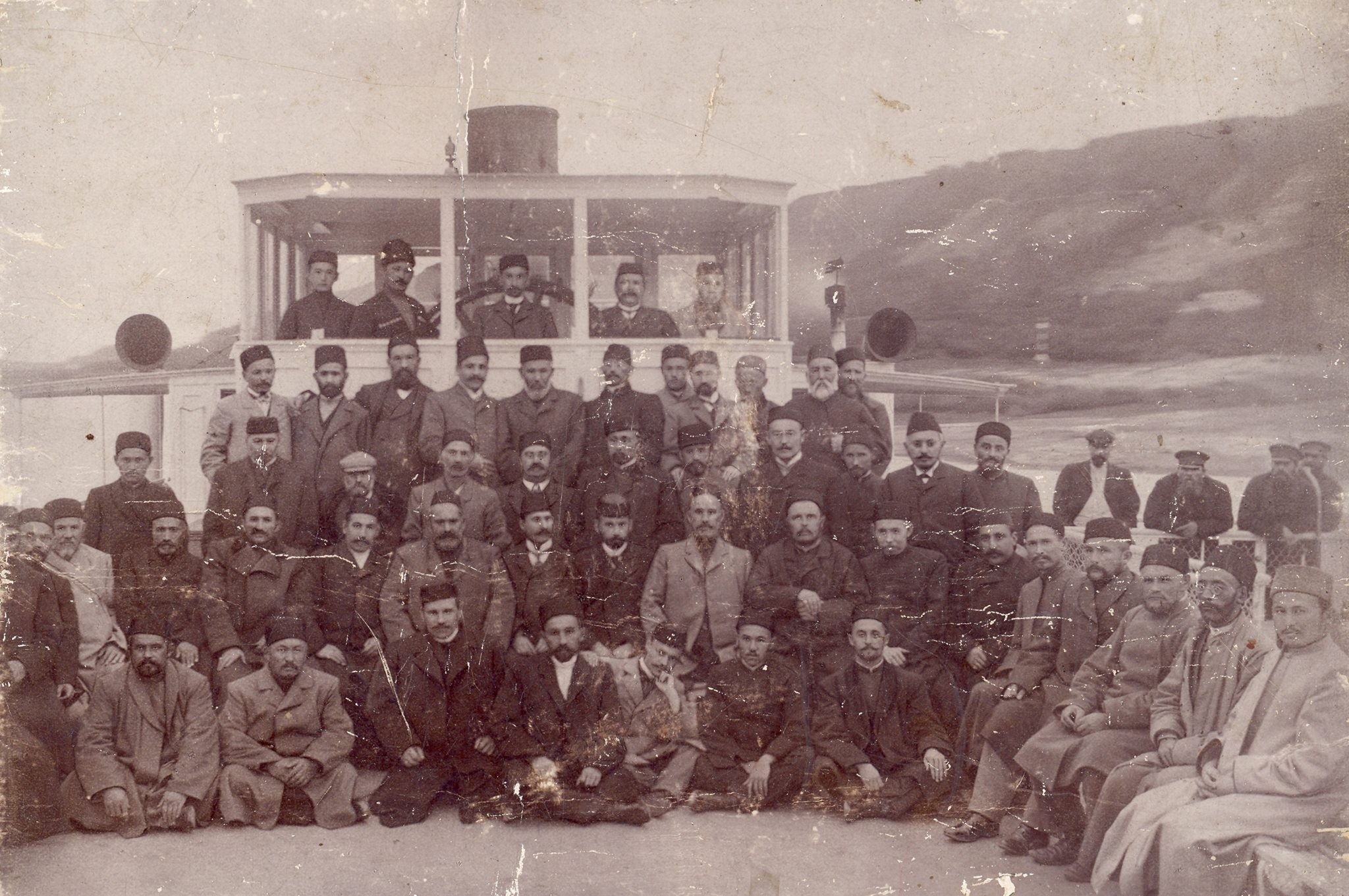
Membri del Primo Congresso dei Musulmani di Tutta la Russia, Pietroburgo, 1906: 1. Fatih Kerimi, 2. Abdurrashid Ibrahimov, 3. İsmail Gaspıralı, 4. Ali Merdan Topchibashyiyev

Il jadidismo (da usul-i jadid, cioè nuova didattica) è stato una forma di modernismo islamico di lingua turca nell'Impero russo alla fine del XIX secolo. I suoi affiliati, detti jadid (in arabo جديد‎?, jadīd), di norma si chiamavano con il nome turco Taraqqiparvarlar (progressista) o semplicemente Yäşlär/Yoshlar (giovane).

## Storia

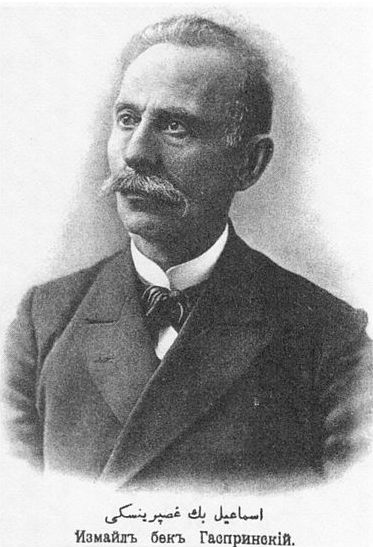
İsmail Gaspıralı/Gasprinsky (1851-1914), riformatore tataro di Crimea e fondatore della rivista Tercüman

Con la fine dei cinquant'anni del "grande gioco", l'impero russo si ritrovò a governare l'intero territorio del Turkestan: un'area immensa e popolata soprattutto da popoli turcofoni e musulmani. Anche per tali popoli turchi d'Asia centrale, la fine degli emirati tradizionali e l'accesso, seppur coloniale, ad un grande impero europeo portò non pochi cambiamenti sociali e culturali.  L'impero russo avviò un processo di modernizzazione che favorì la nascita di movimenti che ponevano attenzione agli sviluppi della scienza e del pensiero occidentale. Tra questi, vi fu l'emergere di un movimento riformista islamico, quello dei jadidi.

### Una nuova didattica per i musulmani dell'impero zarista
La Russia zarista controllava già territori abitati da musulmani, come i tatari di Crimea e del Volga. Fu proprio uno dei primi, İsmail Gaspıralı o Gasprinsky a rendersi conto della necessità di una riforma dell'istruzione per la modernizzazione delle comunità musulmane dell'impero zarista. Queste idee furono diffuse attraverso la rivista Tercüman (Interprete), diretta da Gasprinsky dal 1883 al 1918, così come il giornale satirico azero Mollah Nasreddin, e da pensatori come Musa Bigiev. Ben presto, il pensiero jadid arrivò ai musulmani turcofoni dell'Asia centrale, soprattutto a Bukhara e Kokand.
Gasprinsky e i suoi sodali si spesero per una nuova didattica (usul-i jadid): trasformare i maktab, le tradizionali scuole primarie coraniche, in vere scuole all'occidentale, in cui gli scolari non si limitassero a memorizzare il Corano ma apprendessero a scrivere e leggere in arabo (insegnato in maniera fonetica) così come in russo e nella propria lingua madre, il turco, di cui Gasprinsky codificò una variante semplificata  "pan-turcmena",  omettendo le parole importate dall'arabo e dal persiano, e che potesse essere compresa "dal barcaiolo del Bosforo come dal cammelliere di Kashgar".
Il termine jadid veniva allora utilizzato in termini dispregiativi e polemici per designare i sostenitori della riforma dell'istruzione, con l'estensione dei curriculum tradizionali dei maktab allo studio della lingua russa e con l'introduzione del metodo fonetico per lo studio della lingua araba.
Alcune delle innovazioni avviate nelle classi (introduzione di banchi, cattedre, lavagne e mappe) avevano una finalità meramente formali; altri (uso di libri di testo stampati al Cairo, Kazan' o Istanbul) erano più sostanziali.
Come scrive il professore Adeeb Khalid nel libro "The Politics Of Muslim Cultural Reform: Jadidism In Central Asia" (1998), la disputa tra qadim e jadid, vecchio e nuovo, era in effetti una contesa tra due diverse comprensioni della conoscenza e della sua trasmissione. Da una parte il maktab come istituzione dell'era del manoscritto, in cui "la scarsità della parola scritta le dava un'aura sacra" e "la scrittura stessa era oggetto di riverenza e gli usi mnemonici, rituali e devozionali della parola scritta oscuravano le sue più banali funzioni documentarie". Dall'altra, la scuola dei jadidi come istituzione dell'era della stampa, in cui il significato della parola scritta era l'oggetto proprio della riverenza, non la scrittura stessa, e in cui la progressiva alfabetizzazione della popolazione permetteva ai nuovi intellettuali di sfidare l'autorità dell'élite culturale e religiosa tradizionale.

### Progressismo illuminista e riformismo islamico
I jadidi si autodefinivano taraqqiparvarlar - termine multilingue composto da taraqqi (progresso, in arabo), parvar (nutrire, in persiano) e -lar (plurale, in turco). Il loro progressismo culturale si poneva nella traccia dell'illuminismo, e vedevano l'Europa occidentale come incarnazione di tale progresso. E tuttavia i jadidi restavano musulmani praticanti. Come scrive Khalid,

"I jadidi facevano parte di una comunità cosmopolita di musulmani uniti dalla lettura degli stessi testi dai viaggi. Vivevano nell'ultima generazione in cui intellettuali musulmani in diversi paesi potevano comunicare tra loro senza l'uso di lingue europee. Il jadidismo dell'Asia centrale si situava esattamente nel campo del modernismo musulmano: era musulmano perché le sue strutture retoriche erano radicate nella tradizione musulmana dell'Asia centrale e perché i jadidi derivavano la massima autorità per i loro argomenti nell'Islam. I jadidi non hanno mai rinnegato l'Islam nel modo in cui molti Giovani Turchi avevano fatto ben prima della fine del XIX secolo. Piuttosto, la modernità era [vista come] pienamente congruente con la "vera" essenza dell'Islam, e solo un Islam purificato da tutte le accrezioni dei secoli poteva garantire il benessere dei musulmani".
Sebbene le idee avanzate dai jadidi sovvertissero la dicotomia tra colonizzatore e colonizzato e quindi non corrispondessero al progetto coloniale zarista, i jadidi non erano contrari al dominio russo. Khalid sostiene che i jadidi non lottarono per liberarsi dall'impero, ma piuttosto cercarono di "stabilire una presenza musulmana centroasiatica nella vita russa tradizionale". Nel 1906 Gasprinski fondò a Pietroburgo l'Unione dei Musulmani (Ittifaq-i Muslimin), che riuniva i membri dell'intellighenzia dei vari popoli turchi di fede musulmana dell'Impero russo, e lo stesso anno fu uno dei principali organizzatori del Primo Congresso dei Musulmani di tutta la Russia, congresso volto a introdurre riforme sociali e religiose tra i popoli musulmani di Russia.
Ciononostante, l'amministrazione coloniale russa trattò i jadidi con sospetto, vedendo il jadidismo "principalmente come un fenomeno politico", temendo i loro rapporti con movimenti riformisti musulmani dell'Impero ottomano e dell'India britannica ed eventuali mire di panturchismo e panislamismo-  anche se i jadidi mancavano di un quadro istituzionale per articolare gli interessi politici, affrontavano una sostanziale opposizione all'interno della comunità musulmana, e rimasero fondamentalmente un movimento culturale a maglie larghe.

### Il lascito del jadidismo in epoca sovietica e post-sovietica

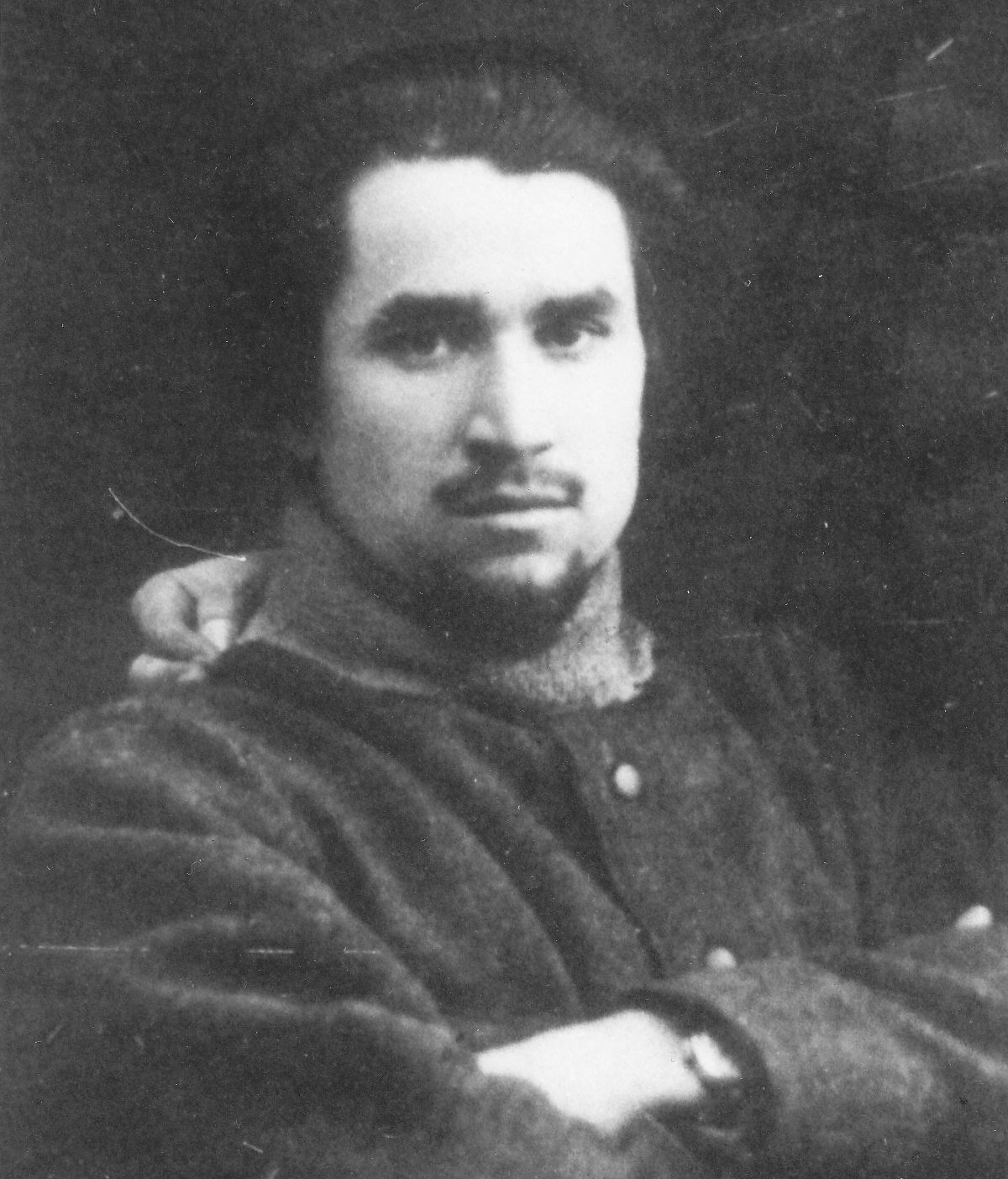
Mirsaid Sultan-Galiev (1892-1940), rivoluzionario bolscevico tataro del Volga

Sebbene i jadidi si impadronissero del caos del periodo rivoluzionario per cercare di far avanzare le loro idee, salendo alla ribalta negli anni '20 essi godettero solo di un successo limitato. Tra chi provò a unificare bolscevismo e Islam vi fu il tataro del Volga Mirsaid Sultan-Galiev. Ma dopo una iniziale fase di apertura da parte dell'ideocrazia sovietica alle proposte di Sultan-Galiev di fondare partiti comunisti musulmani nell'area centro asiatica, il movimento jadidista conobbe una fase di repressione poiché considerato reazionario nei confronti dello spirito della rivoluzione sovietica. Le grandi purghe staliniane misero fine al movimento, e i jadidi furono sostituiti da una nuova generazione (la "classe del '38"), la cui educazione e visione del mondo erano state modellate interamente nel contesto sovietico.
Oggi, elementi del pensiero jadidista sono parte della narrativa ufficiale in Uzbekistan sotto la presidenza di Islom Karimov, che onora i jadidi come martiri della tirannia sovietica, allo stesso tempo idealizzando un a-storico Islam "tradizionale", così come dei due partiti nazionalisti uzbeki Birlik (Unità) ed Erk (Libertà), messi al bando dallo stesso regime.